# Ruperto López de Alegría
Ruperto López Alegría y Mas (Vitoria, 1819-Vitoria, 1878) fue un escultor, fotógrafo, grabador y profesor español.

## Biografía
Escultor, fue discípulo de la Escuela de Bellas Artes de Vitoria, ciudad en la que había nacido en marzo de 1819. Dedicado en un principio al grabado de metales alcanzó en la Academia de Vitoria diferentes premios, y cambiando pronto de rumbo estudió con gran aprovechamiento la talla y el modelado, ejecutando, muy joven aún, un candelabro de mármol tomado de un diseño de Miguel Ángel y Una estatua de mujer arrodillada, que se colocó sobre el sepulcro de la madre del artista.
De 1846 a 1848 residió en Madrid, estudiando bajo la dirección de Piquer, y tras ser nombrado restaurador del Museo nacional pasó al Real Sitio de Aranjuez a componer diferentes esculturas por encargo de la casa real. Vuelto a Vitoria, poco después labró dos grandes leones que adornaron durante muchos años la escalinata del palacio de provincia; pero no habiendo podido realizar su sueño de pasar a Italia, vio cortarse su carrera teniendo que reducir sus aspiraciones a límites más modestos. Dedicado también a la fotografía, a comienzos de la década de 1860 regentaba junto a José Piquer un local destinado a tal efecto en el número 14 de la calle Portal del Rey de su ciudad natal.
En 1865 fue nombrado por la Junta directiva de la Academia de Bellas Artes profesor de principios de dibujo de adorno, y en 1870, por fallecimiento de su compañero Carlos Imbert, ocupó un puesto de profesor en la clase de adorno, talla, modelado y vaciado. Fallecido en Vitoria en mayo de 1878, a su memoria consagró un estudio Ricardo Becerro de Bengoa.